# Guerras celtiberas
Guerras celtiberas ou guerras celtibéricas são as guerras realizadas ao longo dos séculos III e II a.C. entre a República Romana, na época em franca expansão, e vários povos celtiberos distintos que habitavam a região do médio Ebro e as cordilheiras no interior. O resultado final foi a anexação da região chamada Celtibéria ao território dos romanos.

## Contexto
Com a chegada dos romanos, os celtiberos, que até então eram governados por "príncipes e não por reis" se juntaram em uma grande confederação e passaram a exercer sua influência em regiões muito mais distantes de seu território até então. As relações entre a Celtibéria e a Oretânia, no vale do alto Bétis, eram intensas. Esta unificação não parece ter sido obra de nenhum líder político ou militar e sim um processo interno no qual o papel mais importante coube aos proprietários das ricas minas da região.
As fontes clássicas, ao se referirem à Celtibéria, mencionam um país pobre, com clima rigoroso e esparsamente habitado. A principal atividade econômica era a criação de gado, especialmente por causa da pobreza do solo, do desconhecimento de técnicas agrícolas avançadas e a concentração da riqueza numa hierarquia guerreira. A desigualdade resultante se traduziu na organização de bandos de mercenários e salteadores que buscavam no uso da força uma saída para a pobreza extrema.
As estimativas indicam que a população da Celtibéria pré-romana seria algo entre 225 e 585 000 pessoas com base numa densidade demográfica estimada de cinco a treze habitantes por quilômetro quadrado num território de aproximadamente 45 000 km². Com esta base populacional, os estudiosos modernos estimam que a região abrigavam entre 18 000 e 50 000 guerreiros (chamados iuventus) com habilidades militares, cifras confirmadas também pelo tamanho dos maiores exércitos celtiberos citados nas fontes, com entre 15 e 35 000 soldados.

## Guerras celtiberas
As menções sobre os celtiberos, que já eram conhecidos dos romanos por terem atuado como mercenários nos exércitos cartagineses na Segunda Guerra Púnica, nas obras de autores clássicos costumam fazer referências explícitas à sua belicosidade. Segundo Diodoro Sículo:
| “ | ...este povo envia para a guerra não apenas uma excelente cavalaria, mas também uma infantaria que se destaca por seu valor e resiliência ao sofrimento. Eles vestem ásperas capas negras, cuja lã lembra o feltro. No que tange às armas, alguns celtiberos utilizam escudos leves semelhantes ao dos celtas e grandes escudos redondos do tamanho do áspide grego. Nas pernas e nas canelas trançam tiras de crina e cobrem suas cabeças com elmos de bronze adornados com cimeiras vermelhas. Usam espadas de dois gumes forjadas em excelente aço e usam também, para o combate corpo-a-corpo, punhais de um quarto de comprimento. Utilizam uma técnica especial na fabricação de suas armas: eles enterram peças de ferro e as deixam enferrujar por algum tempo aproveitando somente o núcleo, com o qual fabricam magníficas espadas e outras armas. Uma arma fabricada desta forma corta qualquer coisa que encontrem pela frente e, por isto, não há escudo, elmo ou corpo que resista ao seu golpe... | ” |
|   | — Diodoro Sículo, Biblioteca Histórica. |   |

Quando os romanos desembarcaram em Ampúrias, em 218 a.C., sua pretensão era cortar a fonte de suprimentos, tanto materiais quanto humanos, que abastecia o exército de Aníbal. Depois da expulsão dos cartagineses, os romanos decidiram permanecer na Ibéria, ocupando inicialmente o Levante e a Andaluzia, as regiões mais ricas e desenvolvidas.
Desde a revolta de 195 a.C., os celtiberos já vinham atuando como mercenários dos turdetanos, vencidos pelo cônsul romano Catão, o Velho, que retornou à sua base em Tarraco atravessando, pela primeira vez, a Celtibéria para organizar a exploração sistemática das novas províncias romanas da Hispânia Ulterior e Citerior.

### Primeira Guerra Celtibera (181-179 a.C.)

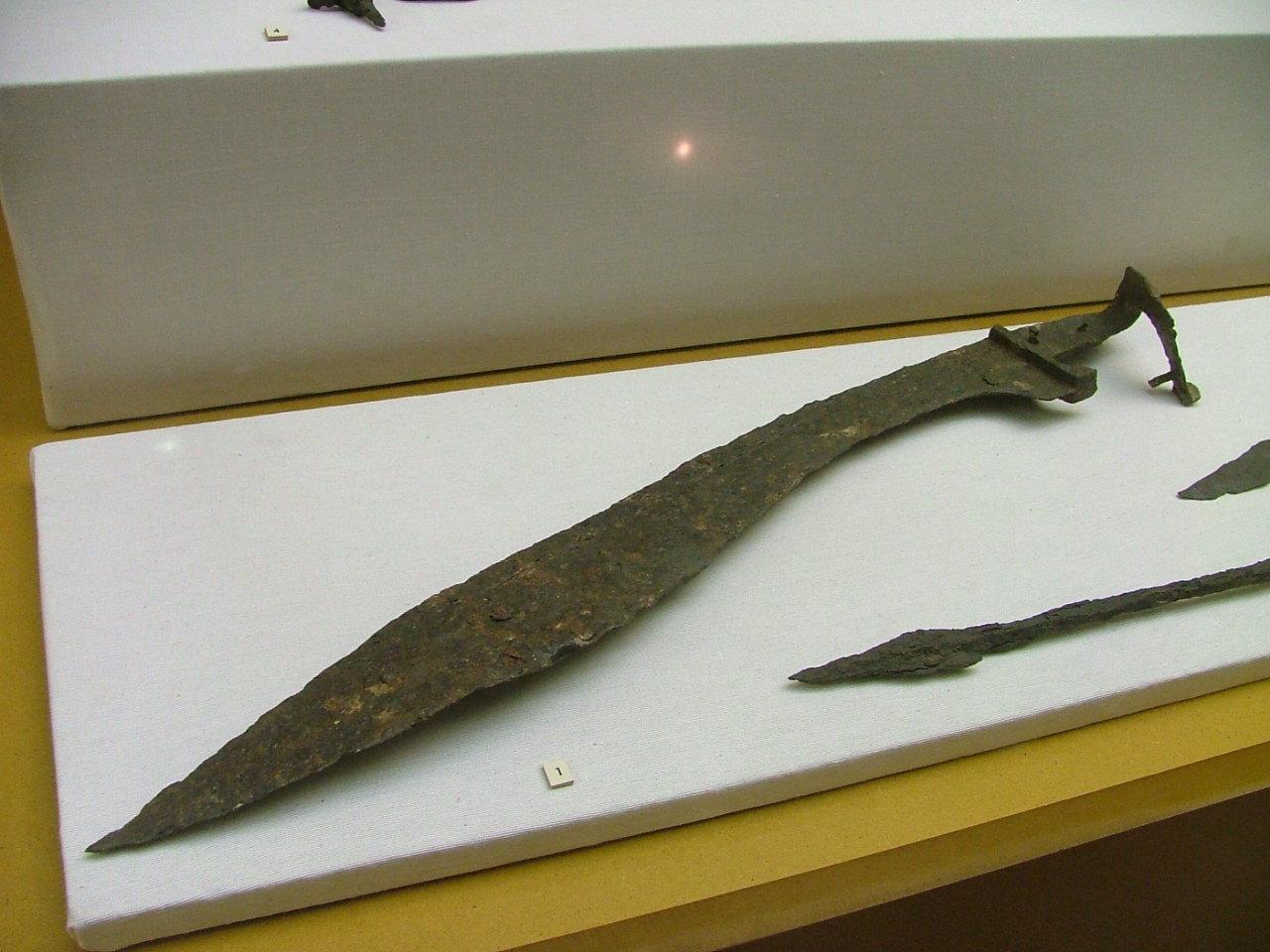
Uma falcata ibérica, arma típica dos guerreiros da época das Guerras celtiberas

A Primeira Guerra Celtibera foi um conflito defensivo da parte dos romanos, que tentaram impedir a união e a projeção do poderio militar dos celtiberos pelas fronteiras da Meseta até a Hispânia Ulterior, o vale do Ebro e o Levante peninsular. Em 193 a.C., o procônsul Marco Fúlvio Nobilior venceu uma coalizão de váceos, vetões e celtiberos (lusões) perto de Toleto, capturando vivo o seu líder, Hilerno. Os sobreviventes se refugiaram na cidade lusa de Contrebia Belaisca ("Complega" segundo Apiano), que foi tomada por Nobilior como retribuição pela revolta.
A conquista da Celtibéria foi iniciada em 181 a.C. por Quinto Fúlvio Flaco, que venceu os celtiberos e anexou parte de seus territórios, recebendo por isto a honra de uma ovação em 191 a.C.. Em 180 a.C., Tibério Semprônio Graco, procônsul da Hispânia Citerior, deu início a uma campanha para submeter os celtiberos da Meseta Norte e marchou da Bética para levantar um cerco de 20 000 celtiberos à cidade de Caraues (moderna Magallón), aliada dos romanos, com uma força de 8 000 legionários e 5 000 cavaleiros. Ele tomou Contrébia e os povoados vizinhos, repartindo as terras entre seus aliados e fundando Gracurris (Alfaro) para abrigar os celtiberos sem terras. No ano seguinte, Graco derrotou os celtiberos na "Batalha de Moncaio" e encerrou definitivamente a revolta, limitando radicalmente a expansão celtibera para fora dos limites de seu próprio território.
Graco acertou tratados com as tribos dos belos e dos títios, pacificando as tribos locais e atraindo-as para a esfera de influência romana. Pelos termos acertados, os ópidos celtiberos deveriam pagar um tributo anual e prestar serviço militar nas legiões romanas. Em troca, podiam manter sua autonomia, desde que não murassem novamente suas cidades. Estes tratados seriam futuramente invocados em múltiplas ocasiões durante as guerras que se seguiriam.
O governo instituído por Graco não era muito diferente do deixado por Catão, o Velho, uma década antes. Seu objetivo continuava sendo consolidar a paz e integrar as províncias hispânicas à administração romana. A postura de Roma, agravada pelos problemas sociais e pela pobreza da população local, forçada ao banditismo contra as províncias do sul, muito mais ricas, acabariam resultando em novos conflitos.

### Segunda Guerra Celtibera (154-152 a.C.)
A desculpa para o começo da segunda fase da guerra se deu em 154 a.C., quando a cidade de Segeda, a capital dos belos, reformou e ampliou suas fortificações defensivas. O Senado Romano considerou este ato como uma infração dos termos do antigo acordo de Graco, firmado 25 anos antes, e uma ameaça aos interesses romanos na Hispânia. Apesar disto, Políbio atribuiu a guerra ao comportamento dos governadores romanos, que tornaram insuportável a ocupação para os povos locais.
Os senadores proibiram a continuação da obra em Segeda e exigiram o pagamento imediato do tributo estabelecido no tratado de Grado. Os segedenses argumentaram que a muralha era uma ampliação de uma obra preexistente e não uma nova construção e que o tributo lhes havia sido isentado depois de Graco.
Roma enviou Quinto Fúlvio Nobilior à frente de 30 000 homens para lidar coma  situação. Quando os habitantes de Segeda souberam da chegada dos romanos, fugiram para Numância, ópido da tribo dos arévacos, onde escolheram como chefe de belos e arévacos um tal Caro de Segeda. Nobilior marchou pelo vale do Ebro até Segeda e destruiu a cidade, tomou Ocilis (moderna Medinaceli) e avançou por Almazán até a Numância. No caminho, Caro, com 20 000 infantes e 5 000 cavaleiros, conseguiu emboscar os romanos e infligiu-lhes 6 000 baixas. Contudo, empolgados pela vitória, os soldados de Caro perseguiram os romanos de forma desordenada e, quando a cavalaria romana contra-atacou, Caro foi morto e o exército romano acabou se salvando. Nobilior continuou a marcha até a Numância e recebeu ali reforços enviados pelo rei númida Massinissa, que incluíam dez elefantes de guerra. As grandes bestas foram responsáveis por uma nova derrota romana quando correram pelas suas próprias linhas depois de atacadas. Depois de sucessivas derrotas, a cidade de Ocilis, onde estavam seus suprimentos e seu dinheiro, se revoltou e Nobilior não teve outra opção além de acampar ali perto para o inverno. Muitos romanos morreram na região por causa do frio e das constantes investidas das populações locais.
No ano seguinte chegou o sucessor de Nobilior, o cônsul Marco Cláudio Marcelo, com mais 8 000 soldados e 500 cavaleiros. Ele cercou Ocilis e ofereceu perdão. Diante das condições magnânimas, reféns e cem talentos de prata, Nertóbriga também pediu a paz. Marcelo lhes impôs a condição de que todos os povos, arévacos, belos e títios, aceitassem simultaneamente a paz entre si (os primeiros eram inimigos de Roma e os outros dois, aliados), o que conseguiu com exceção de alguns povoados que se opuseram por terem sido atacados por outros durante a guerra. Marcelo decidiu enviar embaixadores de cada parte para que decidissem entre si os termos da paz e recomendou ao Senado a aprovação dos tratados resultantes. Contudo, o Senado desprezou os esforços de Marcelo e preparou um novo exército, sob o comando de Lúcio Licínio Lúculo e de seu segundo no comando, Cipião Emiliano.
Marcelo declarou novamente a guerra aos celtiberos, que tomaram o ópido de Nertóbriga, e perseguiu os numantinos, encurralando-os em sua capital, Numância. O líder numantino, Liteno, pediu a paz em nome de todas as demais tribos. Marcelo mais uma vez exigiu reféns e dinheiro e aceitou a paz antes da chegada de Lúculo, frustrando as intenções do Senado.

### Terceira Guerra Celtibera (143–133 a.C.)
Em 143 a.C., os celtiberos se revoltaram novamente, principalmente por conta da exigência do Senado Romano de uma rendição incondicional e da ganância dos sucessivos governadores provinciais, que simplesmente ignoravam os termos do acordo firmado por Cláudio Marcelo em 152 a.C. Os romanos já vinham sendo sucessivamente derrotados na Guerra Lusitana pelo general Viriato, que servia de exemplo para as demais tribos da região na luta contra a dominação romana.
Roma enviou o cônsul Quinto Cecílio Metelo (143 a.C. e procônsul em 142 a.C.), que havia vencido Andrisco na Quarta Guerra Macedônica, à frente de 40 000 homens para iniciar pacificação da Celtibéria. A campanha começou com a captura de várias cidades, incluindo Nertóbriga, incluindo aquelas com a qual já haviam sido firmados pactos de amizade anteriormente. Cecílio Metelo cercou Numância, a capital dos arévacos, mas não conseguiu capturá-la. Com a chegada do inverno e por conta dos incessantes ataques dos numantinos, os romanos foram obrigados a levantar o cerco e recuaram para seu acampamento de inverno.
O sucessor de Metelo, em 141 a.C., foi o cônsul Quinto Pompeu, que chegou com um exército de 30 000 infantes e 2 000 cavaleiros. Depois de ser derrotado pelos numantinos, Pompeu marchou para Termância, que considerava ser um alvo mais fácil, mas foi vencido novamente, sofrendo graves perdas de homens e suprimentos. Temendo ser reconvocado a Roma para prestar contas ao Senado, Pompeu deu início a conversas de paz com os numantinos, chegando a um acordo antes da chegada de seus sucessor, em 139 a.C., Marco Popílio Lenas. O novo cônsul não aceitou o tratado, que não havia sido ratificado pelo Senado e pelo povo romano. Ele enviou embaixadores a Roma para defenderem a continuidade da guerra, apesar dos protestos de Pompeu, e eles acabaram convencendo o Senado a continuar a guerra. Popílio Lenas atacou Numância e também foi derrotado com grande perda de vidas. Depois, atacou os lusões, mas sem conseguir nenhum resultado positivo.
O cônsul de 137 a.C., Caio Hostílio Mancino, chegou com um exército de 22 000 homens, incluindo Tibério Semprônio Graco, que atuou como questor. Mancino enfrentou muitas vezes os numantinos, mas foi sucessivamente derrotado. Quando um rumor se espalhou de que cântabros e váceos viriam para ajudar a Numância, Mancino levantou o cerco e se refugiou no antigo acampamento de Fúlvio Nobilior, nos arredores de Almazán. Quando percebeu que estava completamente cercado pelos numantinos, Mancino se rendeu. Os numantinos então exigiram um tratado, negociado por Tibério Graco, com paridade de direitos. Apesar do reconhecimento das conquistas anteriores de Roma, o Senado Romano considerou este o mais vergonhoso tratado já firmado pela República Romana. Os senadores enviaram Emílio Lépido para assumir o comando da Hispânia Ulterior e reconvocaram Mancino para ser julgado em Roma, onde chegou acompanhado pelos embaixadores de Numância. Lépido atacou os váceos usando como pretexto uma suposta ajuda oferecida aos numantinos. Quando o Senado soube dos termos do acordo, Mancino perdeu seu mandato e seu comando militar e foi obrigado a se entregar pessoalmente aos numantinos, assumindo a responsabilidade pelo tratado. Ele passou um dia inteiro diante dos portões da cidade, mas os numantinos não o aceitaram justamente para romperem os termos acordados.
Apesar de o tratado não ter sido ratificado, Roma manteve uma trégua de facto pelos três anos seguintes. Entre 137 e 135 a.C., nem Emílio Lépido, nem Lúcio Fúrio Filo e nem Quinto Calpúrnio Pisão reiniciaram o conflito.
Porém, em 134 a.C., a pedidos da população romana e graças a um processo jurídico extraordinário, Cipião Emiliano, o vencedor de Cartago, foi eleito cônsul novamente sem que houvesse transcorrido os dez anos de intervalo entre os mandatos como mandava a lei. Decidido a continuar a luta e tendo que enfrentar uma proibição de novos alistamentos, Emiliano formou uma "coorte de amigos" (em latim: "cohors amicorum") com cerca de 4 000 homens, entre os quais personalidades muito conhecidas, como Caio Mário, Políbio e Jugurta, o neto do rei númida Massinissa. Ao chegar à Península Ibérica, Emiliano reorganizou e disciplinou as tropas que já se encontravam na província, totalmente desmoralizadas por conta das sucessivas derrotas perante os numantinos. Durante o verão, os romanos saquearam o território dos váceos para impedir que eles ajudassem os numantinos e, na primavera de 133 a.C., começou o cerco final a Numância, executado por um imenso exército de 60 000 homens. Emiliano cercou a cidade com sete acampamentos, fossos e torres de vigilância (circunvalação) e bloqueou o Douro para impedir que suprimentos chegasse à cidade. Todas as tentativas de furar o cerco e todos os pedidos de ajuda a outras cidades fracassaram. Retógenes, o Carâunio, conseguiu vencer o cerco, mas só recebeu ajuda dos jovens da cidade de Lutia, ansiosos por fama e glória. Os anciões, temendo a vingança dos romanos, avisaram Emiliano, que cercou Lutia e mandou cortar as mãos de todos os 400 jovens. Diante da situação precária em que estavam, os numantinos enviaram embaixadores, sob a liderança de Avaros, ao general romano para entenderem quais seria as condições para um acordo, mas sem sucesso. A cidade arévaca foi então subjugada pela fome e todos os seus habitantes ou morreram de fome ou foram vendidos como escravos. A destruição de Numância, que permaneceu desabitada até o começo do período imperial, pôs fim às Guerras celtiberas e, apesar de outras revoltas no século I a.C. (Guerra Sertoriana, Guerra Cimbria), os celtiberos, como povo, jamais voltaram a incomodar os romanos.

## Consequências
A Celtibéria passou por muitos anos de guerra contínua e terminou o conflito com seu território completamente devastado e a maior parte dos povoados, destruídos. Roma também sofreu por conta da longa duração das guerras. Os problemas do sistema político-legislativo republicano ficaram evidentes, especialmente a rigidez do mecanismo jurídico das eleições e as intensas rivalidades internas entre as muitas facções senatoriais. Além disto, o contínuo alistamento dos camponeses itálicos, a base do exército romano, para as sucessivas campanhas elevou grandemente as tensões sociais na península Itálica, culminando logo depois nos conflitos provocados pelos irmãos Graco. O alistamento realizado por Cipião Emiliano entre seus clientes e amigos serviu de precedente para outros posteriores, um esboço dos métodos principescos que, no século seguinte, acabariam definitivamente com o regime republicano, substituído pelo Império Romano.